# Marizanne Kapp
Marizanne Kapp (* 4. Januar 1990 in Port Elizabeth, Südafrika) ist eine südafrikanische Cricketspielerin, die seit 2012 für die südafrikanische Nationalmannschaft spielt.

## Kindheit und Ausbildung
Kapp wuchs in Port Elizabeth auf, erlernte das Cricketspiel in der Grundschule und betrieb es weiter während der High-School-Zeit. Mit 13 Jahren nahm sie dann am Training der Jungen-Mannschaft teil.

## Aktive Karriere

### Anfänge in der Nationalmannschaft
Ihr Debüt in der Nationalmannschaft gab sie beim Women’s Cricket World Cup 2009, bei dem sie zwei Spiele bestritt. Drei Monate später absolvierte sie beim ICC Women’s World Twenty20 2009 ihr Debüt im WTwenty20, als ihr 18 Runs gegen Australien gelangen. In der Folge konnte sie sich nach und nach im Team als All-Rounderin etablieren. Sie war unter anderem Teil der Mannschaft für den ICC Women’s World Twenty20 2012. Im Januar 2013 konnte sie im zweiten WTwenty20 auf der Tour in den West Indies 3 Wickets für 3 Runs erringen, was jedoch nicht zum Sieg reichte. Kurz darauf nahm sie mit dem südafrikanischen Team am Women’s Cricket World Cup 2013 teil. Hier konnte sie zunächst gegen Australien ihr erstes Fifty mit 61 Runs erreichen. Im folgenden Spiel gegen Pakistan erreichte sie dann ihr erstes Century über 102* Runs aus 150 Bällen und erzielte zusätzlich 3 Wickets für 18 Runs im Bowling. Dafür wurde sie als Spielerin des Spiels ausgezeichnet.
In der Folge wurden in Südafrika zentrale Verträge eingeführt, von denen Kapp einen erhielt. Auf der Tour gegen Bangladesch im September 2013 konnte sie im zweiten WTWenty20 bei 4 Wickets für 6 Runs einen Hattrick erreichen, wofür sie als Spielerin des Spiels ausgezeichnet wurde. Im dritten WODI fügte sie ein Half-Century über 59* Runs hinzu. Kurz darauf konnte sie in der WODI-Serie gegen Sri Lanka einmal ein Fifty über 72 Runs und einmal 3 Wickets für 38 Runs erzielen. In der folgenden WTWenty20-Serie folgte dann noch einmal 3 Wickets für 18 Runs. Beim ICC Women’s World Twenty20 2014 konnte sie mit 3 Wickets für 16 Runs gegen Pakistan und 3 Wickets für 23 Runs gegen Neuseeland einen wichtigen Anteil an den beiden Siegen leisten, die den Halbfinaleinzug ermöglichten.

### Wichtige All-Rounderin für Südafrika
Die Saison 2014/15 begann mit 89* Runs und 2 Wickets für 36 Runs im ersten WODI der Tour in Sri Lanka, wofür sie als Spielerin des Spiels ausgezeichnet wurde. Es folgte eine Tour in Indien, bei der sie ihr WTest-Debüt absolvierte. Im ersten WODI der Tour konnte sie dann 4 Wickets für 21 Runs erreichen. In der Saison 2015/16 konnte sie im ersten WODI gegen die West Indies ein Fifty über 69* Runs erreichen. Im Oktober 2016 erreichte sie auf der Tour gegen Neuseeland 3 Wickets für 41 Runs im zweiten WODI. Daraufhin folgte eine Tour in Australien bei der ihr im vierten WODI ein Half-Century über 66 Runs gelang.
Beim Women’s Cricket World Cup 2017 in England konnte sie gegen die West Indies 4 Wickets für 14 Runs erzielen und wurde dafür als Spielerin des Spiels ausgezeichnet. Gegen England konnte sie dann 3 Wickets für 77 Runs erreichen. Im September 2018 konnte sie bei einer WODI-Serie in den West Indies im ersten Spiel 3 Wickets für 14 Runs und im dritten 4 Wickets für 55 Runs erzielen. Beim ICC Women’s World Twenty20 2018 konnte sie nur ein Wicket erzielen. Im Februar 2019 konnte sie bei der Tour gegen Sri Lanka im zweiten WTWenty20 3 Wickets für 17 Runs erreichen und im zweiten WODI ein Fifty über 69* Runs. Im Mai 2019 auf der Tour gegen Pakistan konnte sie im ersten WTwenty20 3 Wickets für 24 Runs erreichen. Kurz darauf konnte sie bei der Tour in Indien im ersten WODI ein half-Century über 54 Runs und im dritten WODI 3 Wickets für 20 Runs erzielen. Dafür wurde sie als Spielerin der Serie ausgezeichnet. Im Januar 2020 gelangen ihr bei der Tour in Neuseeland im zweiten WODI 4 Wickets für 29 Runs. Beim ICC Women’s T20 World Cup 2020 absolvierte sie nur zwei Spiele und konnte gegen England 2 Wickets für 19 Runs beim Bowling und 38 Runs am Schlag erreichen.

### Bis heute
Das Jahr 2021 begann Kapp mit einer Tour gegen Pakistan. Im ersten WODI verpasste sie mit 47 Runs das Fifty noch knapp. Im zweiten WODI konnte sie dann neben 68* Runs am Schlag noch 3 Wickets für 44 Runs beim Bowling erreichen, wofür sie als Spielerin des Spiels ausgezeichnet wurde. Im September 2021 konnte sie auf der Tour in den West Indies im zweiten WTwenty20 3 Wickets für 31 Runs und im zweiten WODI 3 Wickets für 24 Runs erreichen. Beim Women’s Cricket World Cup 2022 erzielte sie unter anderem ihr erstes Five-for, als ihr 5 Wickets für 45 Runs gegen England gelangen und sie als Spielerin des Spiels ausgezeichnet wurde. Zu Beginn des Sommers verpasste sie verletzungsbedingt die Tour in Irland, wurde dann jedoch für die Tour in England wieder nominiert. Hier erzielte sie zunächst zwei Half-Centuries in den WODIs (73 und 62 Runs). Auch bestritt sie auf dieser Tour ihren zweiten WTest und konnte dabei mit 150 Runs aus 213 Bällen ein Century erreichen. Auch wurde sie für die Commonwealth Games 2022 nominiert, doch sagte sie aus familiären Gründen kurzfristig ab. Im Januar 2023 absolvierte sie mit dem Team ein heimisches Drei-Nationen-Turnier und erzielte dabei unter anderem ein Fifty über 52 Runs. Beim ICC Women’s T20 World Cup 2023 konnte sie in der Vorrunde drei Mal zwei Wickets gegen Neuseeland (2/13), Australien (2/21) und Bangladesch (2/17). Im Finale gegen Australien gelangen ihr dann noch einmal 2 Wickets für 35 Runs, was jedoch nicht zum Sieg reichte.

## Privates
Kapp heiratete im Juli 2018 ihre Lebenspartnerin und Teamkollegin in der Nationalmannschaft, Dané van Niekerk.